# Amphizoa davidi
Amphizoa davidi är en skalbaggsart som beskrevs av Lucas 1882. Amphizoa davidi ingår i släktet Amphizoa och familjen Amphizoidae. Inga underarter finns listade i Catalogue of Life.